# Pattiveeranpatti
Pattiveeranpatti is een panchayatdorp in het district Dindigul van de Indiase staat Tamil Nadu. 

## Demografie
Volgens de Indiase volkstelling van 2001 wonen er 7.744 mensen in Pattiveeranpatti, waarvan 51% mannelijk en 49% vrouwelijk is. De plaats heeft een alfabetiseringsgraad van 83%. 